# Ben venga maggio
Ben venga maggio è una ballata delle Rime volgari di Poliziano. 
La ballata descrive e canta le gioie del Calendimaggio, una tradizionale festa fiorentina in cui ci si coronava di fiori per celebrare la primavera. Il testo invita a godere dell’amore e della giovinezza.

## Testo e parafrasi
Testo
e 'l gonfalon selvaggio!

Ben venga primavera,

che vuol l'uom s'innamori: 

e voi, donzelle, a schiera 

con li vostri amadori, 

che di rose e di fiori, 

vi fate belle il maggio, 

venite alla frescura 

delli verdi arbuscelli. 

Ogni bella è sicura 

fra tanti damigelli, 

ché le fiere e gli uccelli 

ardon d'amore il maggio. 

Chi è giovane e bella 

deh non sie punto acerba, 

ché non si rinnovella 

l'età come fa l'erba; 

nessuna stia superba 

all'amadore il maggio. 

Ciascuna balli e canti 

di questa schiera nostra. 

Ecco che i dolci amanti 

van per voi, belle, in giostra: 

qual dura a lor si mostra 

farà sfiorire il maggio. 

Per prender le donzelle 

si son gli amanti armati. 

Arrendetevi, belle, 

a' vostri innamorati, 

rendete e cuor furati, 

non fate guerra il maggio. 

Chi l'altrui core invola 

ad altrui doni el core. 

Ma chi è quel che vola? 

è l'angiolel d'amore, 

che viene a fare onore 

con voi, donzelle, a maggio. 

Amor ne vien ridendo 

con rose e gigli in testa, 

e vien di voi caendo. 

Fategli, o belle, festa. 

Qual sarà la più presta 

a dargli el fior del maggio? 

- Ben venga il peregrino. 

- Amor, che ne comandi? 

- Che al suo amante il crino 

ogni bella ingrillandi, 

ché gli zitelli e grandi 

s'innamoran di maggio.-»
Parafrasi
Benvenuta primavera che vuole che tutti si innamorino e voi, fanciulle che insieme ai vostri innamorati vi ornate durante il mese di maggio,

venite all’ombra fresca degli arbusti verdi. Ogni bella è sicura fra tanti giovanotti, poiché le bestie e gli uccelli ardono di amore a maggio. 

Chi è giovane e bella coraggio, non sia scontrosa che l’età non si rinnova come fa l’erba; nessuna respinga a maggio l’amore. 

Ciascuna donna di questa nostra schiera balli e canti. Ecco che i dolci ammanti stanno per dare inizio alle gare: colei che si mostra chiusa nei loro confronti rovinerà la festa. 

Per conquistare le fanciulle gli innamorati si sono armati: arrendetevi, belle, ai vostri innamorati! Restituite i cuori rubati, non fate guerra a maggio. 

Chi ruba il cuore a qualcuno, gli doni il proprio. Ma chi è quello che vola? È l’angelo dell’amore, che viene a onorare voi, fanciulle, a maggio. 

Amore viene con rose e gigli in testa, e viene da voi a cercarvi: fategli festa. Chi sarà la più pronta a darli i fiori di maggio? 

-Benvenuto al pellegrino. Amore, cosa ci comandi? - Io vi comando che ogni ragazza ponga una ghirlanda sulla testa del proprio innamorato, perché sia ragazzi che adulti si innamorano a maggio.-»

## Struttura metrica
La ballata ha uno schema metrico xx ababbx, con la ripresa di due versi (quinario e settenario) e otto strofe di sei settenari. Ogni verso si chiude con la parola "maggio".